# Налан Шингте
Налан Шингте (кин: 纳兰性德; 1655 — 1685) је био кинески песник у Ћинг династији који је познат за његове ц-песме. Рођен у Пекингу јануара 1665. године, Налан Шингте је био манџурског порекла сродан са основачем саме Ћинг династије. Стекао је класично кинеско образовање, и у 21. години је положио највише царске испите и ступио у државну службу.